# Jean Dieudonné
Pour les articles homonymes, voir Dieudonné (homonymie).
Jean Alexandre Eugène Dieudonné, né le 1er juillet 1906 à Lille et mort le 29 novembre 1992 à Paris 15e, est un mathématicien français.

## Biographie
Jean Dieudonné naît à Lille en 1906, d'un père patron de l'industrie textile et d'une mère institutrice[réf. nécessaire]. En 1915, sa famille fuit l'occupation de Lille par l'Allemagne durant la Première Guerre mondiale et s'installe à Paris en 1916. Sa famille l'envoie en Angleterre en 1919 pour une année scolaire. Il est élève du lycée Faidherbe de Lille, et obtient le premier prix au Concours général de mathématiques en 1923.
En 1924, il intègre l'École normale supérieure à l'âge de 18 ans. Il est reçu major à l'agrégation en 1927. Il obtient une bourse de l'université de Princeton, puis une de la fondation Rockefeller. Il soutient sa thèse intitulée Recherche sur quelques problèmes relatifs aux polynômes et aux fonctions bornées en 1931.
En décembre 1934, il participe à la fondation du groupe Bourbaki, dont il sera un des moteurs pendant de nombreuses années.
Il est chargé de cours à l'université de Rennes de 1933 à 1937 maître de conférences à l'université de Nancy en 1937, puis à l'université de Clermont-Ferrand durant l'Occupation, où était repliée l'université de Strasbourg. Il est ensuite professeur à l'université de São Paulo au Brésil de 1946 à 1948, puis de 1948 à 1952 à Nancy, où il supervise avec Laurent Schwartz les premières recherches d'Alexandre Grothendieck, en analyse fonctionnelle. En 1952 il devient professeur à l'université du Michigan aux États-Unis, pour revenir en France en 1959 à l'Institut des hautes études scientifiques (IHÉS). Là, il s'engage dans une collaboration avec Grothendieck, dont ce dernier gardera un souvenir indélébile, voyant dans son émerveillement, son désintéressement et sa générosité les signes d'un authentique découvreur :

« ce qui faisait de Dieudonné le serviteur rêvé d'une grande tâche, que ce soit au sein de Bourbaki ou dans la collaboration qui a été la nôtre pour un autre grand travail de fondations, était la générosité, l'absence de toute trace de vanité, dans son travail et dans les choix de ses grands investissements. Constamment je l'ai vu s'effacer derrière les tâches dont il s'est fait le serviteur, leur prodiguant sans compter une énergie inépuisable, sans y chercher aucun retour. Nul doute que sans rien y chercher, il trouvait dans son travail et dans la générosité même qu'il y mettait une plénitude et un épanouissement, que tous ceux qui le connaissent ont dû sentir. »

Il finit sa carrière à l'université de Nice où il obtient un poste en 1964. Il sera également doyen de la Faculté des sciences.
Son épouse, née Marie Odette Clavel le 9 octobre 1913, est décédée le 15 juin 1995 à l'âge de 81 ans.[réf. souhaitée]

## Travaux
- En algèbre, on lui doit des travaux sur la théorie de Galois des anneaux d'Artin, et sur la théorie des groupes formels, où il a introduit l'importante notion de module de Dieudonné (en), généralisée ensuite par Pierre Cartier et Jean-Marc Fontaine.
- En topologie, il mit au point les notions de partition de l'unité et d'espace paracompact.
- Dans la théorie des espaces vectoriels topologiques, ses travaux en collaboration avec Laurent Schwartz sur les espaces (F) et (LF) ont été le point de départ de ceux d'Alexandre Grothendieck.

## Publications
Outre ses publications au sein de Bourbaki, on lui doit notamment :
- Algèbre linéaire et géométrie élémentaire, Hermann, Paris, 1964
- La géométrie des groupes classiques, Ergebn. der Math. 5, Springer-Verlag, 1955
- Les neuf volumes de son traité Éléments d'analyse (1979-1982), éd. Gauthier-Villars
- Calcul infinitésimal [détail des éditions]
- Sur les groupes classiques, Hermann, Paris, 1948
- Collaboration aux Éléments de géométrie algébrique d'Alexandre Grothendieck
- L’Abrégé d'histoire des mathématiques [détail des éditions], dont il a dirigé la rédaction
- Cours de géométrie algébrique, 2 vol., PUF, 1974, traduction anglaise : History of Algebraic Geometry, Wadsworth Inc. 1985
- Œuvres Mathématiques, deux volumes, Hermann, Paris, 1981
- Pour l'honneur de l'esprit humain — les mathématiques aujourd'hui, éd. Hachette, coll. Histoire et phil. des sc. (1987) (pour grand public)
- (en) A History of Algebraic and Differential Topology, 1900-1960, Birkhäuser Boston, 1988
- Des articles de mathématiques pour l'Encyclopædia Universalis.

## Entretien
- Bernard Pivot, Apostrophes du 12 juin 1987 (réalisation Jean Cazenave) à propos de son livre Pour l'honneur de l'esprit humain. Disponible sur le site de l'INA.

## Prix et distinctions
il est lauréat du Concours général (1923), du Cours Peccot (1933) et il reçoit le prix Gaston-Julia (1966), le prix Halmos-Ford (1971).
En 1971, il reçoit conjointement avec James Carrell le prix Leroy P. Steele.
Il reçoit le grand prix de l'Académie des sciences en 1944. Il y est élu en 1968.

## Hommages
- L'Euro-institut d'actuariat à Brest porte aujourd'hui son nom ainsi que le Laboratoire de mathématiques (UMR 7351) de l'université Nice Sophia Antipolis.
- En 1938 il reçoit le prix Francœur.